# Joaquín Pibernat
Joaquín Pibernat (Iquique, Chile; 1893 - Buenos Aires, Argentina; 28 de agosto de 1965) fue un actor de radio, cine y teatro, cantante y director teatral chileno con una amplia trayectoria en Argentina.

## Carrera
Hijo de padres catalanes, llegó a los dos meses y se educó en Buenos Aires hasta los ocho años cuando se trasladó a Barcelona con su hermano Carlos Pibernat, quien fue un íntimo amigo de Carlos Gardel. De regreso a Argentina se incorporó, adolescente, a los cuadros filodramáticos del Orfeón Español. A los 19 años abandonó sus estudios de escribanía y en el Politeama de Rosario debutó como barítono de zarzuela.
En 1927 fue director escénico de una Cía de revistas y vodeviles en el Teatro Cómico. En 1931 fue primer actor y director de la Compañía de Inés Berutti.
En 1932 se dedicó al género de la opereta en calidad de primer actor galán y director. Con una voz de un tenorio invariable o sempiterno presentó innumerables obras musicales.
Pibernat fue un distinguido actor teatral que incursionó notablemente en un film  durante la época dorada del cine argentino. Brilló en Una viuda difícil en 1957, con Alba Arnova, Alfredo Alcón y Ricardo Castro Ríos.
En radio además de transmitir su compañía de zarzuelas y operetas por la onda LS2, Radio Prieto, hizo el radioteatro Don Juan Manuel de Héctor Pedro de Blomberg en 1943, con Pedro Tocci, Malvina Pastorino, Nicolás Olivari, Héctor Coire. Generalmente se dedicaba a cubrir secciones trisemanales con lo más difundido del repertorio español.
En teatro dirigió junto a su hermano y a Sergio Allen el primer espectáculo veraniego que se estrenó en el viejo Teatro Lola Membrives, con la "Gran Compañía de Grandes Revistas y Vaudevilles". Integrada por jóvenes figuras de arraigo en el bataclán como Tito Lusiardo, Hortensia Arnaud, Adriana Delhort y Tita Merello. Se presentó en lugares de la talla del Teatro Argentino, Teatro San Martín, el Coliseo Podestá y el Select Cine.

## Teatro
- Las tres lunas, con opereta de Carlos Lombardo
- La vida alegre, con opereta de Carlos Lombardo
- La Pasión (1935).[7]
- Remate del Bataclan
- Vida y muerte de Cristo
- Veraneamos en la bañadera
- Cien mujeres para un viudo
- Aquí nos reimos de todo
- ¡Leguísamo solo!
- Don Juan Tenorio